# Svante Bergh (konstnär)
Ewald Svante Bergh, född 3 oktober 1885 i Malmö, död 27 september 1946, var en svensk målare och medlem av konstnärsgruppen De tolv. 

## Biografi
Bergh var son till underofficeren Theodor Bergh och Kerstin Olsdotter samt gift med Elfrida Aloisi. 14 år gammal började han 1899 följa kvällskurserna i dekorationsmåleri som gavs vid Malmö tekniska skola. Vid kvällskurserna uppmärksammades hans konstnärliga förmåga och när han tilldelades ett stipendium 1903 reste han till Dresden där han under en period studerade för Albert Petersen. För att kunna avlägga sitt gesällprov som dekormålare tvingades han återvända till Sverige men han reste snart åter till Dresden där han bedrev ett intensivt arbete med att kopiera de gamla mästarna på Dresdens konstgalleri. Han återvände till Sverige 1907 för att arbeta som assistent till Julius Kronberg vid utförandet av dekormålningarna vid Dramatiska teatern. Kronberg gav honom goda vitsord som imponerades av Berghs brinnande håg för målarkonsten. Bergh däremot tog avstånd från Kronbergs akademiska figurstil och man kan se på de målningar Bergh utförde fram till 1910 att han tappat sin spontanitet och friskhet under arbetstiden tillsammans med Kronberg. Han fortsatte därefter sina studier för Johan Rohde på Zahrtmanns målarskola 1909–1912. Under sin tid vid skolan lärde han känna Sigfrid Ullman och Gösta Adrian Nilsson. Efter Köpenhamnsvistelsen reste han vidare till Paris där han stannade till första världskrigets utbrott. I Paris tog Bergh intryck av impressionismen och senare av kubismen. Men det var inte det unga seklets expressionister som gav honom impulser utan han imponerades mer av de franska impressionisterna mästare från 1870- och 1880-talet. Han beundrade deras rena färger, saftiga touche och närheten till motivet. Detta kom att återspeglas i hans kost under åren i alla konststilar han utförde. Vid sidan av Johan Johansson, Tora Holmström och Emil Olsson tillhörde han banbrytarna för det moderna måleriet i Skåne vilka samtliga bröt mot det konventionella stämningslyrismen och den tyska konstorienteringen. Han introducerade en fransk färgskala genom sitt fria dekorativa måleri med klara och ljusa färger.
| ”                     | Svante Bergh: och om han under sina tidigare perioder mest utmärkte sig som tolkade av färgnyansernas spel hos blommor, frukt, barn eller unga kvinnor, så blev han med tiden även en god interpret för landskapets mera subtila skönhet..... | „ |
| – Hakon Hedemann-Gade | |   |

I slutet av 1910-talet lärde han känna Herman Gotthardt som kom att bli en av hans mecenater till en ny utlandsvistelse 1919–1928 som resulterade i studier för André Lhote i Paris 1919–1923 där han fick utveckla sin formproblematik. Från Paris gick färden vidare till München och Dachau och efter något år slutligen till Italien där han ville bli delaktig i den våg av klassicism och formstränghet som präglat det tidiga 1920-tals måleriet. I och med Italienbesöket trängdes hans tidigare impressionistiska måleri bort och ersattes av en strävan mot en fast teckning och sluten komposition med fylliga gula och röda inslag. Före hemresan 1928 gifte han sig med italienskan Elfrida Aloisi. Han hade träffat henne redan i Dresden, och där målat av henne och hon kom framgent bli hans älsklingsmodell. Några av hans porträtt av hustrun utgör höjdpunkten av hans måleri från 1930-talet. Efter Italienvistelsen blev det senare målarresor till Spanien 1930, Mallorca 1931, Paris och Sydfrankrike 1933, Italien och Frankrike 1935, Rehnlandet 1937, Danmark 1937, Italien 1938 och slutligen Schweiz och Italien 1946.
I utställningssammanhang debuterade han 1909 på Skånska konstnärslagets vårutställning i Malmö där han visade upp några danska porträtthuvuden, i de närmast följande utställningarna blev det mest kopior efter Rembrandt, Hals och Watteau. Tillsammans med några konstnärskamrater ställde han ut i Malmö 1914 där han visade upp en del målningar utförda före Parisresan och en kollektion av sitt franskinfluerade måleri. De franska målningarna sågs av en del som en frisk fläkt men de mötte även opposition.
| ”                 | Svante Bergh är kanske den ojämnaste inom kvartetten. Men utan tvivel den mest begåvade! ...Om Berghs solida sätt att bana sig väg, vittna även ett par utmärkta kopior. De äro efter Watteau och Tizian, stora dukar, som frestat tålamodet, men som säkerligen varit lärorika. Några stilleben, klingande friska i färgen, erinrar man sig med nöje. Bergh är ett nytt kapitel i Svensk målarkonst. | „ |
| – Adolf Anderberg | |   |

Han medverkade i samlingsutställningar med konstnärsgruppen De tolv som visades i Malmö. Gruppen fick sitt namn efter sitt första framträdande på Malmö museum 1924. Han tillhörde från 1939 konstnärsgruppen Aura och medverkade från 1939 i gruppens utställningar. En minnesutställning med hans konst visades i Malmö 1946 och på Konstakademien 1947. Vid Auras jubileumsutställning 1948 var han representerad med några verk och vid De tolvs utställning i Ystad 1949 visades delar av hans produktion upp.  
Separat debuterade han 1915 i Malmö där han då visade upp idel ljusstrålande målningar med impressionistiska anslag samt en kopia av Jean-Honoré Fragonards Les Baigneuses. Tillsammans med Tora Holmström och Emil Olsson ställde han ut på Lunds universitets konstmuseum 1919 där några av hans uppvisade kamratporträtt uppmärksammades samt landskapsmålningar från Kullen och Kämpinge. Han ställde senare ut separat i München 1924, Florens 1927, Malmö 1935, 1937, 1938 och 1943, Lund 1939 och 1940 samt i Stockholm 1940.
Bergh är representerad på Nationalmuseum, Göteborgs konstmuseum, Moderna museet, Malmö konstmuseum och Nasjonalmuseet samt ett flertal skånska samlingar.
Makarna Bergh är begravda på Östra kyrkogården i Malmö.

## Bilder

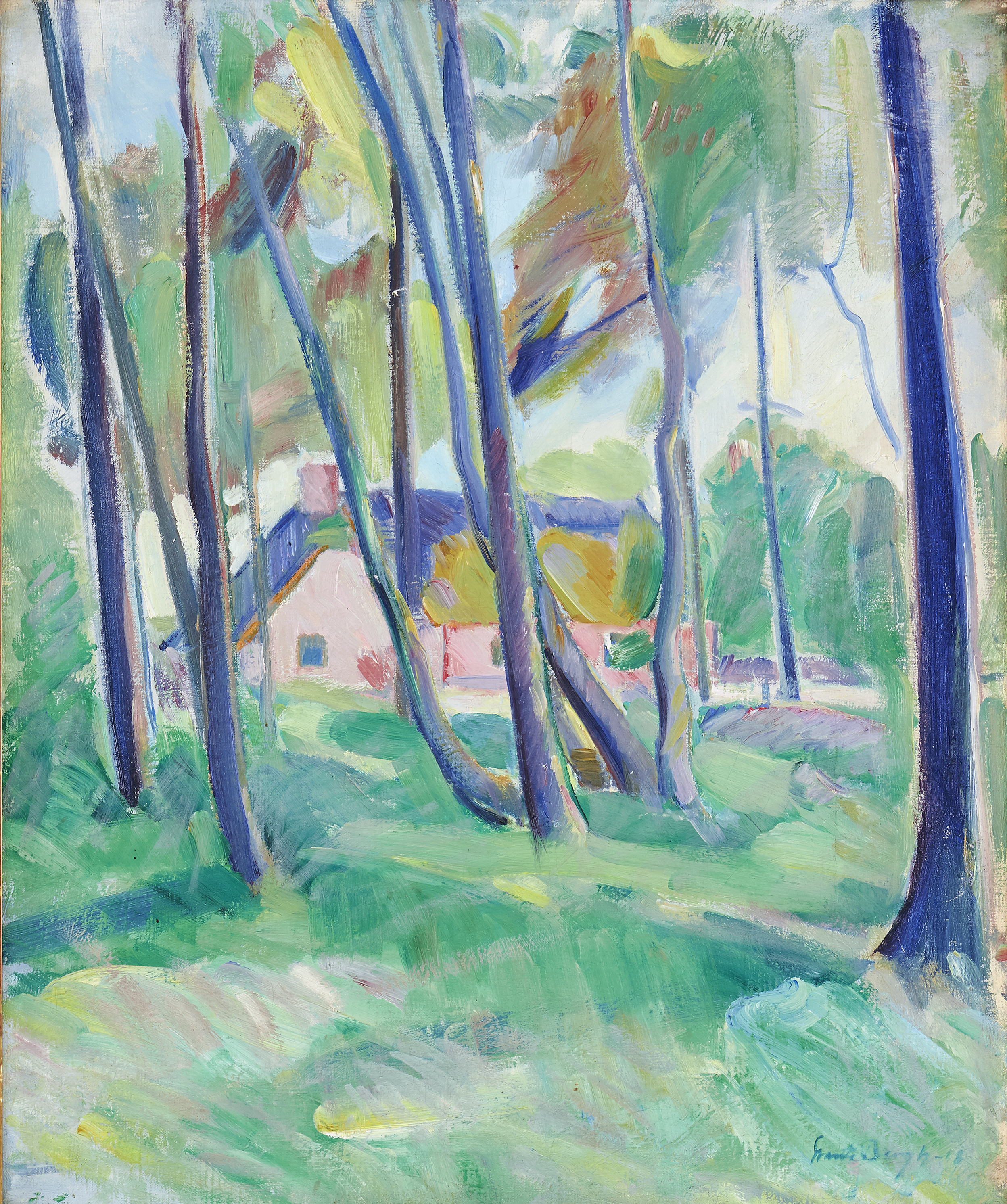
Sommarlandskap med träd och gårdsbyggnad (1918).
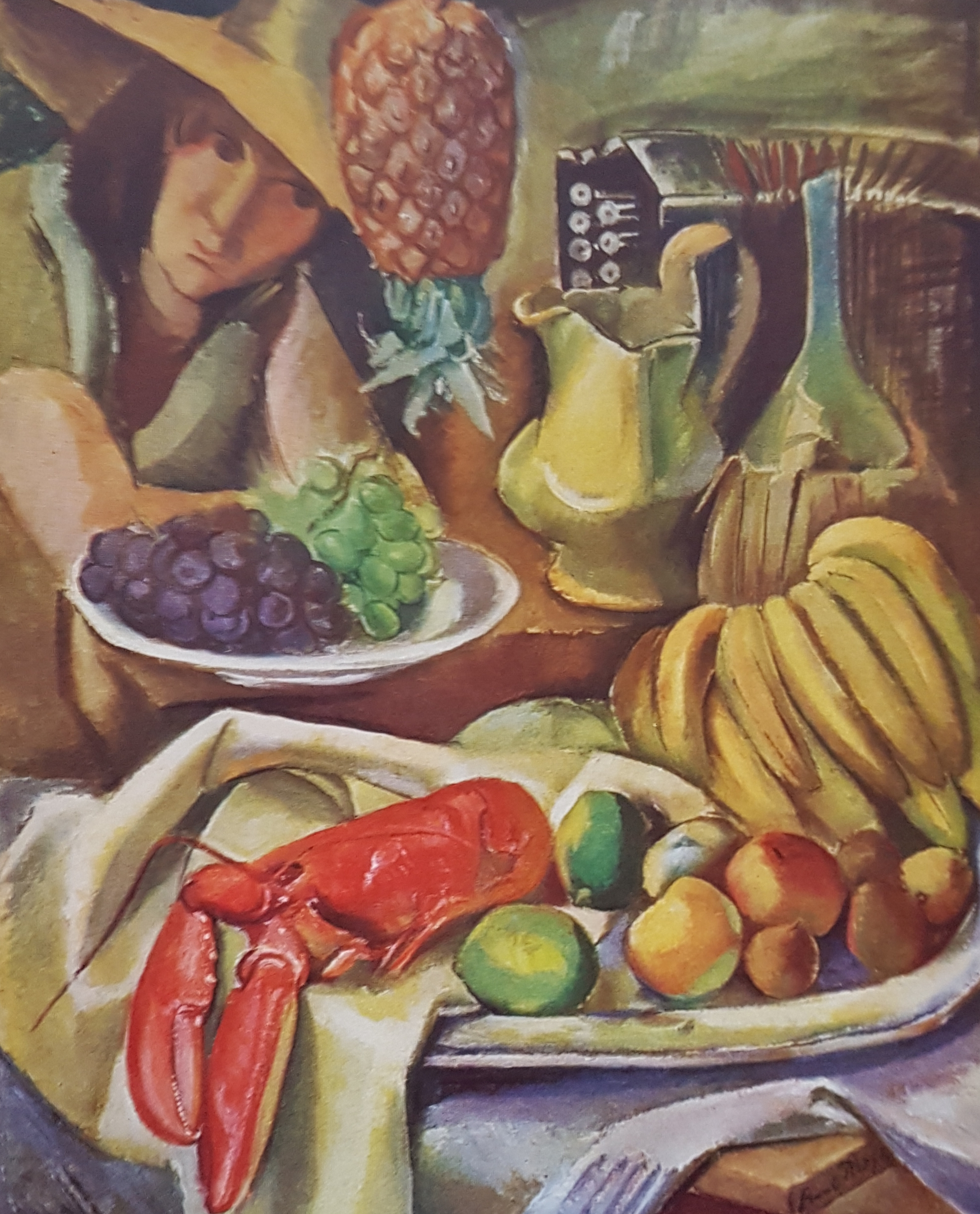
Osteria.